# 대한민국 민법 제262조
대한민국 민법 제262조는 물건의 공유에 대한 민법 물권법 조문이다.

## 조문
제262조(물건의 공유) ① 물건이 지분에 의하여 수인의 소유로 된 때에는 공유로 한다.
②공유자의 지분은 균등한 것으로 추정한다.

第262條(物件의 共有) ① 物件이 持分에 依하여 數人의 所有로 된 때에는 共有로 한다.
②共有者의 持分은 均等한 것으로 推定한다.

## 참고 문헌
- 오현수, 일본민법, 진원사, 2014. ISBN 978-89-6346-345-2
- 오세경, 대법전, 법전출판사, 2014 ISBN 978-89-262-1027-7
- 이준현, LOGOS 민법 조문판례집, 미래가치, 2015. ISBN 979-1-155-02086-9

## 같이 보기
- 공유